# Errances dans la nuit
Errances dans la nuit (暗夜行路, An'ya kōro) est un roman japonais de Naoya Shiga publié entre 1921 et 1937 dans la revue Kaizō. Il relève du style Watakushi shōsetsu.
Le roman sert partiellement d'inspiration au scénario du film Une poule dans le vent (1948) réalisé par Yasujirō Ozu.